# 1101
سنة 1101 كانت سنة بسيطة تبدأ يوم الثلاثاء (الرابط يظهر نموذج التقويم الكامل للسنة) من التقويم اليولياني.

## أحداث
- تأسيس مدينة الحلة وتقع حاليا في العراق.

## مواليد
- ابن بشكوال.
- نيلوس دوكساباتريس.

## وفيات
- المستعلي بالله